# Henrik VII., kralj Engleske
Henrik VII. (Dvorac Pembroke, 28. siječnja 1457. – 21. travnja 1509.), engleski kralj i začetnik vladarske dinastije Tudor.

## Rođenje
U trenutku njegovog rođenja, Engleskom je vladala anarhija. Sukobljavala su se dva ogranka iste dinastije koja je Engleskom vladala više od 300 godina - Anjou-Plantagenet.
Rođen je u dvorcu Pembroke, u velškoj obitelji Tudor iz Penmynydda, kao jedini sin nepoznatog sitnog plemića Edmunda Tudora i trinaestogodišnje majke Margarete Beaufort, nasljednice bočne srodničke linije klana Lancaster. Otac mu je umro dva mjeseca prije njegova rođenja, pa ga je odgojio najbliži muški rođak, njegov stric Jasper Tudor. 
Njegova majka je bila njegova jedina krvna veza s vladarskom dinastijom Plantagenet, a i ona sama je proglašena nezakonitim djetetom nastalo iz veze Johna od Gaunta, vojvode od Lancastera, četvrtog sina Eduarda III. i njegove priležnice, Katherine Swynford. Ta djeca, a sva su nosila prezime Beaufort., bila su ozakonjena statutom Rikarda II. iz 1397. godine, no tek pošto se Gaunt oženio njihovom majkom, deset godina kasnije. Henrik IV. je to potvrdio, no tom je statutu dodao klauzulu koja je zabranjivala Beaufortima i njihovim potomcima da ikada naslijede krunu. Henrik Tudor mogao je zahtijevati kraljevsku titulu samo putem te osporene veze preko svoje majke. Njegov otac, Edmund Tudor, bio je jedan od potomaka udovice Henrika V., Katarine Valois, nastao iz veze s njezinim garderobijerom, Owenom Tudorom. Nema dokaza da su se njih dvoje ikada vjenčali. Zbog toga je Henrikovo polaganje prava na englesko prijestolje bilo vrlo dvojbeno.

## Ratovi dviju ruža
Dolaskom na vlast klana York 1461. godine na čelu s kraljem Eduardom IV. bio je prisiljen zajedno s obitelji otići u izgnanstvo u Bretanju, gdje je bio do osamnaeste godine. Nikada nije živio s majkom koja se mukotrpno mučila održati dobre veze na dvoru. Tako je uspostavila prijateljstvo s Elizabetom Woodville, suprugom kralja Eduarda IV.
Smrću lancasterovskog kralja Henrika VI. i njegova sina Eduarda, te Henryja Stafforda, vojvode od Buckinghama koji je poginuo u pobuni protiv kralja Rikarda III., a temeljem lancasterskog podrijetla svoje majke Margarete Beaufort, Henrik je postao glavni kandidat klana Lancaster za englesko prijestolje.
Henrik se, osjetivši političku ranjivost kralja Rikarda III. i nestabilno stanje u Engleskoj nastalo podjelom u dinastiji York zbog sumnjivog Rikardovog preuzimanja krune, uz financijsku i vojnu pomoć svojeg domaćina Francisa II., vojvode od Bretanje, pokušao iskrcati na englesko tlo, ali je u sukobu sa snagama Rikarda III. odbačen. Rikard III. je u međuvremenu s vojvodom od Bretanje sklopio sporazum, pa je Henrik bio prisiljen izbjeći u Francusku gdje je na kraljevskom dvoru bio vrlo dobro primljen. Francuski kralj opskrbio ga je vojskom i opremom za drugi pokušaj invazije na Englesku. U kolovozu 1485. Henrik se iskrcao s vojskom od nekih 5000 vojnika na englesko tlo. Pojačan snagama odanim klanu Lancaster u samoj Engleskoj, teško je porazio i ubio na bojnom polju Rikarda III., kojeg su u ključnom trenutku izdali najvjerniji saveznici, u bitci na Bosworthskom polju 22. kolovoza 1485. godine. Ovom bitkom poražen je klan York i definitivno su završili Ratovi dviju ruža.

## Engleski kralj
Usprkos tome što je ranijim aktima, u vrijeme vladavine dinastije York, Henrikova srodnička lancasterska linija bila nasljedno-pravno diskvalificirana, Henrik se snagom sile i vojne pobjede 1485. proglasio engleskim kraljem.

### Sretan brak
Njegova je majka, Margareta Beaufort, dogovorile s Elizabetom Woodville zaruke njihove djece, Henrika VII. i Elizabete od Yorka, najstarije kćeri Eduarda IV. Taj je brak za mnoge bio plašt zakonitosti kojim je htio prikriti uzurpaciju engleskog prijestolja. Međutim, htio je ujediniti dva ogranka te ponovno donijeti mir u kraljevstvu. Time je pridobio mnoge pobornike dinastije York.
Usprkos političkoj podobnosti braka, Henrik i Elizabeta su iskreno zavoljeli jedno drugo te joj je on bio vjeran cijeli život.

### Unutarnje pobune
Prva Henrikova briga nakon osvajanja krune bila je učvršćivanje još uvijek nesigurne vlasti. Naime, pobornici klana York okupljali su se oko Perkina Warbecka koji je tvrdio da je Rikard, mlađi sin Eduarda IV., koji je od strane Rikarda III. bio zatočen u London Toweru, te oko Lamberta Simnela koji je tvrdio da je unuk grofa od Warwicka, političkog mentora Eduarda IV. Da bi spriječio daljnje sukobe, Henrik je djelovao na političkom i vojnom planu. Vojno je porazio Lamberta Simnela u bitci kod Stokea (1487.), a Perkina Warbecka je 1497. uhvatio i 1499. dao objesiti. Međutim, prava sudbina sinova Eduarda IV. dan danas su misterij.

### Vanjska politika
Nakon učvršćivanja vlasti, Henrik je na vanjskom i unutarnjem planu vodio vještu, lukavu i pragmatičnu politiku. Na vanjskom planu je vješto manevriravši engleskim interesima, te sklapanjem interesnih brakova uspio osigurati mir na engleskim granicama (što je bio u preduvjet mira na unutarnjem planu), te podršku utjecajnih vladara i crkvenih poglavara u Europi. Sporazumom iz Medine Del Campo priznao je tada novoujedinjenu Španjolsku kraljevinu i ugovorio brak svog najstarijeg sina i nasljednika Artura s Katarinom Aragonskom. 
Svoju najstariju kćer Margaretu udao je za škotskog kralja Jakova IV. Sklopio je savez s carem Svetog Rimskog Carstva Maksimilijanom I., te od pape Inocenta VIII. dobio priznanje time što je isti svojim aktom zaprijetio vjerskim izopćenjem svim pretendentima na Henrikovo prijestolje.

### Unutarnji poslovi
Na unutarnjem planu Henrik je poboljšao učinkovitost postojećeg državnog aparata osobno nadzirući administraciju i jačajući svoju kontrolu nad plemstvom. Ponovno je potvrdio sva feudalna prava engleske krune te ojačao sudbenu vlast i svoju ulogu u lokalnoj upravi. 
Henrik je vladao vrlo energično i apsolutistički. Posjedi pobunjenika bili su konfiscirani, a svoje ovlasti nije bio spreman delegirati na bilo koga. Financijsko stanje državne riznice se za vrijeme Henrikove vladavine dramatično popravilo, tako da je Henrik iza sebe ostavio više od milijun funti i poboljšanu situaciju na području javnog reda i zakonitosti. Svojim vještim vladanjem pridonio je velikom razmahu engleske trgovine i pomorstva i svim time utvrdio temelje da Engleska postane važan čimbenik na tadašnjoj europskoj karti. Henrikovu je vladavinu opisao Francis Bacon u djelu Historia regni Henrici VII.

### Obiteljske tragedije
1502. godine ubrzo nakon smrti supruge na porodu, umro mu je i stariji sin Artur, nedugo nakon što se oženio Katarinom Aragonskom. 
Ubrzo je sinovu udovicu zaručio za svog drugog sina Henrika koji ga je nakon njegove smrti 1509. godine i naslijedio. Kada je umro, nitko ga nije previše oplakivao.
Henrik VIII. će brzo isprazniti riznicu i dati uhititi i pogubiti očeva dva najomraženija ministra te nastaviti progoniti potomke dinastije Plantagenet.
| Prethodnik:                 | Kralj Engleske | Nasljednik:                  |
| Rikard III., kralj Engleske | Kralj Engleske | Henrik VIII., kralj Engleske |